# 건담 에피온
건담 에피온(영어: Gundam Epyon, 일본어: ガンダムエピオン)은 1995년에 방영된 TV 애니메이션 《신기동전기 건담 W》에 등장하는 모빌 슈트(MS)로 분류되는 가공의 유인 조종식 인간형 로봇 병기이다.
군사 비밀 결사 오즈(OZ)의 한 파벌이 개발한 격투전용 건담 타입 모빌 슈트(MS)로 쌍두용을 형상화한 모빌 아머(MA) 형태로 변형된다. 기체명인 "에피온"은 그리스어로 "다음, 차세대"를 의미한다. 작품 내에서 주인공인 히이로 유이가 처음으로 탑승하지만, 우여곡절을 거쳐 라이벌인 젝스 마키스의 탑승기가 된다.
메카닉 디자인은 오오카와라 쿠니오가 담당하였다.

## 같이 보기
- 신기동전기 건담 W
- 윙 건담